# Varga Mária (színművész, 1963)
Varga Mária (Hajdúböszörmény, 1963. január 21. –) Jászai Mari-díjas magyar színésznő.

## Életpályája
1978–1981 között a debreceni Csokonai Színház stúdiójában tanult. 1981–1985 között a Színház- és Filmművészeti Főiskola hallgatója volt Szirtes Tamás osztályában. 1985–1987 között a kaposvári Csiky Gergely Színház tagja volt. 1987–1988-ban a Radnóti Miklós Színpadon lépett fel. 1988–1991 között a Madách Színház színművésze volt. 1991-2000 között a Nemzeti Színház tagja volt. 2000-től a Pesti Magyar Színház tagja volt. 2003-2010 között ismét a Nemzeti Színház tagja volt. 2010–2013 között szabadfoglalkozású színészként az Új Színház, a Nemzeti Színház és a Győri Nemzeti Színház előadásaiban játszott. 2013-tól a székesfehérvári Vörösmarty Színház tagja.

## Színházi szerepeiből
- Kornis Mihály: Kozma....Csilla
- William Shakespeare: Tévedések vígjátéka....Adriana
- Moldova György: Malom a pokolban....Erzsi
- Molière: Don Juan....Donna Elvira
- Bond: Lear....Susan
- García Lorca: Bernarda Alba háza....Martirio
- Molnár Ferenc: A hattyú....Alexandra
- Németh Ákos: Lili Hofberg....Lotte Graf
- Krleza: Terézvári garnizon....Lujza
- Csukás István: Ágacska....Ágacska
- Achard: A bolond lány....Antoinette Sévigné
- William Shakespeare: Lear király....Regan
- Örkény István: Tóték....Ágika
- Carlo Goldoni: Csetepaté Chioggiában....Libera
- Madách Imre: Az ember tragédiája....Éva
- Katona József: Bánk bán....Gertrudis
- William Shakespeare: Macbeth....Lady Macbeth
- Sütő András: Az ugató madár....Gróf Rhédey Claudia
- Rolland: A szerelem és halál játéka....Sophie de Courvoisier
- Füst Milán: Negyedik Henrik király....Bertha
- Sarkadi Imre: Oszlopos Simeon....Mária
- Mikszáth Kálmán: Szent Péter esernyője....Münczné
- Varga László: Kossuth vagy Széchenyi?....Crescence
- Nagy András: Don Juan....Elvira
- Weiss: Jean Paul Marat üldöztetése és meggyilkolása....Charlotte Corday
- Sütő András: Balkáni gerle....Amarilla
- Synge: A nyugati világ bajnoka....Özvegy Quinn-né

## Filmjei

### Játékfilmek
- Cha-Cha-Cha (1982)
- Idő van (1986)
- Isten veletek, barátaim! (1987)
- Hol volt, hol nem volt (1987)
- Érzékeny búcsú a fejedelemtől (1987)
- Kiáltás és kiáltás (1987)
- Miss Arizona (1988)
- Béketárgyalás, avagy az évszázad csütörtökig tart (1989)
- Rinaldó (2003)
- Budakeszi srácok (2006)
- A vizsga (2011)
- Szép csendben (2019)
- A játszma (2022)

### Tévéfilmek
- Kossuth vagy Széchenyi? (1977)
- Liliomfi (1983)
- Csendélet (1984)
- Szemet szemért (1985)
- A vén bakancsos és fia, a huszár (1985)
- Bevégezetlen ragozás (1985)
- A nagymama (1985)
- Nyári keringő (1986)
- Meddőhányó (1986)
- Csinszka (1987)
- A Pacsirta (1987)
- Vitézi bál (1988)
- Erdély aranykora (1989)
- Látogató a végtelenből (1989)
- Kastély csillagfényben (1989)
- Anyegin (1990)
- Julianus barát (1991)
- Kutyakomédiák (1992)
- A kert (1993)
- Boldog békeidők (1993)
- Szemben a Lánchíd oroszlánja (1995)
- Kisváros (1996-2001)
- A Szórád-ház (1997)
- Családi album (2000)
- Presszó (2008)

## Díjai, elismerései
- Farkas–Ratkó-díj (1993, 1995)
- Rajz János-díj (1993, 1997, 1999)
- Déryné-díj (1993)
- Kazinczy-díj (1995)
- Jászai Mari-díj (1996)
- Sík Ferenc-emlékgyűrű (2000)
- Főnix díj (2003)